# Nao Nagasawa
Pour les articles homonymes, voir Nagasawa.
Nao Nagasawa (永澤 菜教, Nagasawa Nao), née le 12 mai 1971 à Toyonaka dans la préfecture d'Ōsaka, est une seiyū. Elle travaillait pour Aoni Production et est maintenant avec Ken Production. Elle était mariée avec Ryōtarō Okiayu avec qui elle a eu un fils et ils sont maintenant divorcés. Elle est souvent confondue avec la pop star Nao Nagasawa.

## Rôles

### Doublage d'anime
- Animal Yokocho dans le rôle de Kenta
- Beyblade dans le rôle de Daichi Sumeragi
- Cosmic Baton Girl Comet-san dans le rôle de Mook
- Infinite Ryvius dans les rôles de Cliff Kei, Eins Crawford
- Princess Nine dans le rôle de Hikaru Yosihmoto
- Ojamajo Doremi dans le rôle de Majorika
- Gregory Horror Show dans le rôle de Neko Zombie
- Les Enquêtes de Kindaichi : Kindaichi Case Files dans les rôles de Mako Ichikawa, Asami Hanamura, Madoka Komine
- s-CRY-ed dans le rôle de Nasarooku
- Rumic Theater dans le rôle de Pitto
- Detective School Q dans le rôle de Kyoko Ebu
- The Long Journey of Porphy dans le rôle de Doora
- Tegami Bachi dans le rôle de Steak
- Gundam Neo Experience 0087 : Green Divers dans le rôle de Takuya Briggs